# Manuela Schmermund
Manuela Schmermund (* 30. Dezember 1971 in Mengshausen) ist eine deutsche Sportschützin. Schmermund ist in der Oberliga aktiv und betreut den Nachwuchs ihres Heimatvereins Schützengilde Mengshausen im Landkreis Hersfeld-Rotenburg in Hessen.
Sie ist Präsidiumsmitglied von Athleten Deutschland. Sie setzt sich insbesondere für die Interessen der paralympischen Sportlerinnen und Sportler ein.

## Sportliche Erfolge
Schmermund begann bereits mit 11 Jahren, den Schießsport auszuüben. Durch einen Verkehrsunfall am 23. Januar 1992 wurde sie querschnittgelähmt. Im September 1998 kam Schmermund in Kontakt mit der deutschen Behinderten-Nationalmannschaft im Fachbereich Sportschießen und bereits 1999 qualifizierte sie sich für die Paralympics 2000 in Sydney.
Sie war Teilnehmerin bei fünf Paralympischen Spielen: den Sommer-Paralympics 2000 in Sydney, Sommer-Paralympics 2004 in Athen, Sommer-Paralympics 2008 in Peking, Sommer-Paralympics 2012 in London und Sommer-Paralympics 2016 in Rio de Janeiro. 
- 2000 in Sydney erreichte sie zweimal das Finale, mit Platz 8 im Kleinkaliber-Dreistellungskampf und Platz 10 im Luftgewehr-Stehend.
- 2004 in Athen gewann sie die Goldmedaille im Luftgewehr[2] und die Bronzemedaille im Kleinkaliber-Dreistellungskampf.
- 2008 in Peking gewann sie die Silbermedaille[3] mit dem Luftgewehr und errang den 6. Platz im Kleinkaliber-Dreistellungskampf.
- 2012 in London errang sie erneut eine Silbermedaille[4] mit dem Luftgewehr und diesmal den 5. Platz im Kleinkaliber-Dreistellungskampf.
- 2016 in Rio de Janeiro errang sie erneut den 5. Platz im Kleinkaliber-Dreistellungskampf.

2001 und 2005 wurde sie Europameisterin mit dem Luftgewehr (40 Schuss stehend), und 2003 und 2005 war sie Europameisterin im Kleinkaliber-Dreistellungskampf. 
Im Jahre 2006 wurde sie zur/zum Sportschützin/Sportschütze des Jahres 2005 in Deutschland gewählt, die erste körperbehinderte Sportlerin, die diese Auszeichnung erringen konnte.
Von 2003 bis 2012 gewann sie insgesamt acht Deutsche Meisterschaften mit dem Luftgewehr oder dem Kleinkaliber-Sportgewehr.
Im Jahre 2010 wurde sie in Zagreb Weltmeisterin in der Disziplin Luftgewehr Falling Target. 2011 siegte sie beim IPC Weltcup in Fort Benning (USA) sowohl im Einzel der Frauen als auch im Mannschaftswettbewerb im Kleinkaliber-Dreistellungskampf. 

## Auszeichnungen
- 2006: „Sportschützin des Jahres 2005“
- 2009: „Sportschützin des Jahres 2008“